# Franc Puncer (duhovnik)
Franc Puncer [fránc púncer], slovenski katoliški duhovnik in teolog, * 3. oktober 1916, Braslovče, † 11. februar 2008. 

## Življenje
V rimskokatoliškega duhovnika je bil posvečen 6. aprila 1941 v Mariboru.
Kot župnik je služboval pri Sv. Juriju ob Taboru (1941), kjer ga je zaprl Gestapo. V celjskem Sterem piskru so ga strahotno mučili. Nato je bil transportiran v Dachau. 
Po vrnitvi v domovino je služboval kot župnik v Gornji Radgoni (1945 - 1989), kjer je bil prva leta po vojni šikaniran, poniževan in zastrahovan od oblasti (UDBA). Zadnja leta je živel v domu za ostarele duhovnike v Mariboru, Slomškov trg 20.
Še kot študent je v revijo Kraljestvo Božje pisal razprave o Slomšku, v času župnikovanja pa je pisal v Cerkev v sedanjem svetu, Stopinje, v Glasilo Zgodovinskega društva Gornja Radgona.
Najbolj odmevna je monografija Duhovnik v taborišču smrti, ki je izšla v redni zbirki Mohorjeve družbe v Celju leta 1991, v ponatisu pa leta 2007.